# 哥斯達黎加國旗
哥斯达黎加國旗啟用於1906年11月27日，1998年7月17日作最新修改，為一面由藍-白-紅-白-藍五條橫條組成的旗幟，比例為1:1:2:1:1。
哥斯达黎加国旗各色中，藍色代表天空、機會、理想主義和堅忍；紅色代表熱忱和哥国人民為脱离西班牙殖民统治所流的血；白色代表和平、智慧和快樂。
国旗左侧有哥斯达黎加国徽者為政府旗，无国徽者为民用旗，自2000年以后，哥斯达黎加民用旗使用频率已高于政府旗。

## 历史国旗

1821年9月15日 - 1823年6月6日
1823年6月6日 - 1824年5月4日
1823年6月6日 - 1838年11月22日
1824年5月4日 - 1824年11月2日
1824年11月2日 - 1824年11月22日
1824年11月22日 - 1840年11月15日
1838年11月22日 - 1840年11月15日
1840年11月15日 - 1842年4月20日
1842年4月20日 - 1848年11月12日
1848年11月12日 - 1906年11月27日
1906年11月27日 - 1964年8月27日
民用旗 1964年8月27日 - 1998年7月17日
政府旗、政府船旗 1964年8月27日 - 1998年7月17日
民用旗、民用船旗 1998年7月17日-
政府旗、政府船旗 1998年7月17日-

## 相似旗帜
哥斯达黎加国旗与泰国国旗、北韓國旗和苏里南国旗相似。
- 泰国国旗
- 朝鲜民主主义人民共和国国旗
- 苏里南共和国国旗